# María Mercader
María de la Asunción Mercader Fordada (6 de março de 1918 - 26 de janeiro de 2011) foi uma atriz de filmes espanhola. Ela apareceu em 40 filmes entre 1923 e 1992. Ela foi a segunda esposa do diretor de cinema Vittorio De Sica. Seu meio-irmão era Ramón Mercader, o assassino de Leon Trotsky.